# Carlos Capriles
Carlos Capriles Ayala (Puerto Cabello, 19 de marzo de 1923 – Madrid, 10 de febrero de 2014) era un periodista e historiador venezolano, y embajador de su país en España durante la presidencia de Rafael Caldera.

## Biografía
Es el cofundador, junto con su hermano, Miguel Ángel Capriles Ayala, de La Cadena Capriles, Grupo Últimas Noticias y fue Vicepresidente desde 1950 hasta 1977. Fundador del diario de Maracaibo Critica (1965–68), el "Vespertino de Maracaibo", el magazine de noticias "Elite" y "Momento" y el tabloide "El Mundo".
Es el autor de numerosos libros, incluida la biografía del dictador venezolano Marcos Pérez Jiménez. es coautor de tres volúmenes del Diccionario de la corrupción en Venezuela. Protagonizó y fomentó la defensa de la libertad de expresión, libertad de prensa y la constitución de la democracia en Venezuela. Fue políticamente perseguido durante la dictadura de Pérez Jiménez, durante el que pasó por prisión y después al exilio. Su ansia de aventura le llevó a llegar a España como embajador de Venezuela a principios de los 70, cruzando el Atlántico navegando en su querido velero VITO. En su condición de Embajador, Carlos firmó varios tratados de paz y fue galardonado con varias condecoraciones, como el Instituto Gran Orden de la Cultura Hispánica, la Orden del Libertador de Venezuela y la Orden del Caballero Gran Cruz de España Orden de Isabel la Católica en 1972. Carlos Capriles Ayala murió el 10 de febrero de 2014 en Madrid.